# Richard Peycke
Richard Peycke (* 29. September 1935) ist ein ehemaliger deutscher Tischtennisspieler. Bei der Deutschen Meisterschaft 1961 gewann er Bronze im Mixed.

## Werdegang
Richard Peycke begann seine Laufbahn beim Verein VfL Stade, wechselte dann zur Spielvereinigung Blankenese und Mitte der 1950er Jahre zu Rot-Weiß Hamburg in die Oberliga, der damals höchsten deutschen Spielklasse. Von 1956 bis 1960 konnte er insgesamt sechs Hamburger Meisterschaften gewinnen: Neben dem Einzeltitel 1959, den der gelernte Versicherungskaufmann durch einen 3:0-Finalsieg gegen Walter Grein errang, gewann er mit Kurt Hackhe 1956, 1958 und 1960 das Herren-Doppel sowie 1959 und 1960 mit Ev-Kathlen Zemke das Gemischte Doppel. Gemeinsam mit Hermann Gerdes vom Hamburger SV konnte er bei den ersten Norddeutschen Einzelmeisterschaften, die im Januar 1960 in Kiel ausgetragen wurden, den Titel im Herren-Doppel erringen. Im Folgejahr konnte er mit seiner Vereinskameradin Ev-Kathlen Zemke bei der Norddeutschen Meisterschaft das Mixed gewinnen. Als er 1961 sein Studium als Bauingenieur beendet hatte, übersiedelte er aus beruflichen Gründen nach Baden-Württemberg. Hier war er in der Saison 1961/62 beim Polizeisportverein Stuttgart und danach beim Sportbund Stuttgart aktiv.
In seiner Hamburger Zeit machte Peycke von sich reden durch überraschende Siege gegen die Spitzenspieler Conny Freundorfer, Hans Rockmeier, Leopold Holusek und Rudi Piffl. Bei der Deutschen Meisterschaft 1961 gewann er Bronze im Mixed mit Ev-Kathleen Zemke. Mit den Stuttgarter Vereinen wurde er mehrfach württembergischer Mannschaftsmeister, mit DJK Sportbund Stuttgart erreichte er 1964 das Endspiel der Deutschen Mannschaftsmeisterschaft.
Nach dem Ende seiner aktiven Laufbahn übernahm er Aufgaben im Juniorenbereich des Tischtennis-Verbandes Württemberg-Hohenzollern. Von 1979 bis 1990 war er hier Junioren- und Sportwart.